# Turrican
Turrican es un videojuego arcade de plataformas creado originalmente por Manfred Trenz para el ordenador Commodore 64, que posteriormente contó con una versión para Amiga 500, que fue acompañada por la música del compositor alemán Chris Hülsbeck y que acompañaría a la saga hasta su última entrega a finales de los 90.
Se realizaron conversiones para las siguientes máquinas:
- Sinclair ZX Spectrum
- Amstrad CPC
- Commodore 64
- Commodore Amiga CD32
- Atari 520 ST
- Game Boy
- Nintendo Entertainment System
- Super Nintendo
- Mega Drive
- PC

Cabe destacar que la versión de Amstrad CPC fue desarrollada por Von Dazzlin (que posteriormente adaptaría también el OutRun Europa) con magníficos resultados.
El juego supuso una auténtica revolución en su día. Incluso
en la actualidad es un punto de referencia en términos técnicos y
de jugabilidad.

## Introducción
Turrican es un juego 2D donde debemos disparar a todo lo que se mueva y además encontrar la salida de sus laberínticos niveles.
Entre sus características técnicas destaca el scroll multidireccional de los niveles, su scroll parallax, sus digitalizaciones, su música, su cantidad de armas pudiendo llevar muchas de ellas de forma simultánea, su jugabilidad y su notable dificultad.

## Historia
En el primer juego de la saga (Commodore 64) nos encontramos con que el M.O.R.G.U.L., -super ordenador de «la colonia» y acrónimo de Multiple Organism Unit Link- se vuelve contra sus creadores, comenzando a atacar a los humanos y engendrando aberraciones cibernéticas para consolidad su dominio.
Precisamente, una de esas creaciones, la definitiva, la creada para erradicar toda vida humana, adquiere conciencia propia y se vuelve contra su creador para defender a los humanos.
Así comienza uno de los plataformas más completos y recordados del siglo pasado, con momentos estelares como la batalla contra «el puño» -primer jefe de nivel,- los laberínticos paseos por las catacumbas o las fases en las que usábamos un jet pack.
En la segunda entrega, -apellidada The Final Fight- poseemos un «Traje Turrican» dotado de la más sofisticadas armas portátiles del futuro. Hay quien se da por hecho que el Turrican original se usó como base para este tipo de traje, puesto que se usa como equipo de asalto por las fuerzas especiales humanas. 
Esta vez nos toca luchar contra una entidad llamada The Machine, un ser de forma humana, máscara púrpura y larga capa empeñado en la dominación de todo el universo valiéndose de sus huestes de robots y engendros tecnológicos.
Sobre este personaje hay diversidad de criterios en la red: algunos piensan que fue el segundo Turrican creado por M.O.R.G.U.L., que es el propio M.O.R.G.U.L. encarnado en una nueva forma o que incluso es el Turrican original evolucionado, que retomó su programación original.
Sea como fuere, los puntos fuertes de Turrican II siguen siendo su jugabilidad rabiosa -con los famosos «saltos de fe» que se harían famosos,- la música de Chris Huelsbeck y la famosa fase de la nave, directo homenaje a la del jet pack del primer Turrican.
Posteriormente apareció una tercera parte: Turrican 3.
En esta ocasión el héroe disponía de un nuevo artilugio: una garfio retráctil para agarrarse a los obstáculos pero el resto del juego no gozó de la acogida de las anteriores entregas, quizá porque los gigantescos niveles dieron paso a fases donde muchas veces todo se resumía en ir de "derecha a izquierda".
Esta última revisión sería posteriormente la que daría vida al Mega Turrican de la consola Mega Drive, una versión muy superior gráficamente al de Amiga, aprovechando el superior potencial gráfico de la consola de Sega. 
Cabe destacar que en Megadrive anteriormente también apareció Turrican de la mano de Accolade, que se encargó de hacer una adaptación del juego 1 a 1.
En Super Nintendo apareció Super Turrican y Super Turrican 2. Ambos se alejaban en el diseño de fases y niveles de sus homónimos de Amiga pero seguían manteniendo el listón muy muy alto.
La segunda parte del juego llegó a las consolas de forma camuflada: su título fue Universal Soldier. Tras la primera fase de juego el resto eran las de Turrican II y tan solo cambiaba el sprite del protagonista.
GameBoy tuvo una magnífica adaptación de la primera parte y mucho más tarde también recibió su versión de Universal Soldier.
Mucho tiempo después la plataforma PC tuvo una versión de Turrican II. Era una versión con gráficos mejorados (mayor resolución) del original de Amiga. Requería de un verdadero suplicio para hacerla funcional, ya que corría en MS-DOS y con una gestión de memoria draconiana.
Finalmente, también existió el proyecto de crear un Turrican 3D para Nintendo64 proyecto que heredó la GameCube de Nintendo, pero que nunca vio la luz. La batalla sobre los derechos sobre el personaje y el traumático paso de las 2D a las 3D -las betas eran horribles- dieron la puntilla a una saga que aún hoy sigue esperando renacer.
Turrican también ha hecho acto de presencia en la telefonía móvil. El teléfono Siemens M65 traía de serie una pequeña adaptación de Turrican.
En la actualidad existen varios juegos amateur que cuentan con Turrican como protagonista.
La Consola Virtual (VC) de Nintendo Wii cuenta en su catálogo de descarga con diferentes versiones
del Turrican.

## Características técnicas
La primera parte del juego destaca sobre todo en las versiones de 8 bits siendo uno de los juegos
que llevan a las máquinas al punto más alto de sus posibilidades:
- Mapeado enorme en cada una de sus fases resultando sorprendente
que un mapeado tan grande entre dentro de la escasa memoria de los ordenadores de 8 bits.
- Scroll multidireccional.
- Dos planos de scroll parallax.
- Enemigos gigantes de final de fase.
- Efectos especiales: iluminación, cataratas...
- Gran diversidad de enemigos.
- Gran cantidad de armas portadas de manera simultánea.
La versión de 16 bits más destacada es la del ordenador Amiga. Este juego es un referente por llevar
a esta máquina al límite:
- Música y efectos de sonido FX simultáneamente.
- Voces digitalizadas durante la partida.
- Movimiento del personaje y scroll muy suave y rápido.